# گوتفرید آوگوست بورگر
گوتفرید آوگوست بورگر  (آلمانی: Gottfried August Bürger؛ ۳۱ دسامبر ۱۷۴۷ – ۸ ژوئن ۱۷۹۴) یک نویسنده، و شاعر اهل آلمان بود.